# Salhit-schedel
De Salhit-schedel is de naam die gegeven is aan een fossiele schedelkap die in 2006 door mijnwerkers werd ontdekt in de Salhit-vallei, district Norovlin van de provincie Henti in het noordoosten van Mongolië. Aanvankelijk voorlopig als Mongolanthropus ("Mongoolse mens") benoemd, werd de schedel in 2007 geïnterpreteerd als de overblijfselen van een Homo erectus of neanderthaler. De leeftijd werd in 2019 berekend op 34.950 - 33.900 BP.  
Bij een succesvolle analyse van het DNA in 2020 bleek het om een vrouwelijke vroege moderne mens te gaan. 
De schedelkap het oudst bekende bewijs van de aanwezigheid van anatomisch moderne mensen (Homo sapiens) in Mongolië en tegelijkertijd het enige bekende fossiel van een hominide uit het Pleistoceen dat in Mongolië is gevonden. 
Het fossiel wordt bewaard in het Instituut voor Geschiedenis en Archeologie (voorheen het Instituut voor Archeologie) van de Mongoolse Academie van Wetenschappen in Ulaanbaatar.

## Ontdekking en classificatie
Het fossiel werd ontdekt tijdens prospectie in het gebied van een goudmijn, op een diepte van zes meter. Resten van een wolharige neushoorn die in de buurt gevonden werden, werden in een onderzoek uit 2008 onder leiding van Yves Coppens geïnterpreteerd als bewijs voor een biostratigrafische datering in het Laat Pleistoceen. Daarnaast werd de schedelkap vergeleken met 67 vondsten van Homo erectus, neanderthalers, archaïsche Homo sapiens en anatomisch moderne mensen. Deze vergelijking toonde aan dat de Salhit-schedel een mozaïek van archaïsche en moderne kenmerken vertoonde, waaronder enkele die ook bij neanderthalers worden gevonden, maar dat de meerderheid van de kenmerken erop wees dat hij tot Homo sapiens behoorde.
Oorspronkelijke schattingen dateerden de schedelkap op ongeveer 22.100 jaar oud, maar herdatering in 2010 gaf een daum van 23.630 BP. In 2019 werd de Salhit-schedel opnieuw koolstofgedateerd, waarbij hydroxyproline in uit bot gewonnen collageen werd geanalyseerd en in het bereik van 34.950-33.900 BP werd geplaatst.

### DNA
In 2020 werd uiteindelijk gerapporteerd dat DNA uit de celkern ook uit het fossiel kon worden geëxtraheerd. De schedelkap behoorde toe aan een vrouw, wiens genen haar duidelijk identificeren als anatomisch modern. Er werden echter gensegmenten gedetecteerd die, volgens de analyses, afkomstig waren van neanderthalers en ongeveer 1,7 % van het genoom uitmaken. Dit is vergelijkbaar met de situatie onder mensen die vandaag de dag op het Aziatische vasteland leven. Zoals al bekend was van het Tianyuan 1-fossiel, kwamen via introgressie ook gensegmenten van de Denisovamensen in het genoom van de vrouw terecht, hoewel aanzienlijk minder - geschat op 1/10 - dan bij de neanderthalers. Deze gensegmenten zijn vergelijkbaar met die welke detecteerbaar zijn bij mensen die vandaag de dag op het Aziatische vasteland leven, maar niet met die welke bewaard zijn gebleven bij mensen die vandaag de dag in Oceanië leven. Dit suggereert dat er in het verleden verschillende onafhankelijke kruisingen hebben plaatsgevonden tussen Denisovamensen en moderne mensen.
Ondanks de archaïsche kenmerken geeft genetische reconstructie aan dat het exemplaar op een nieuwe tak van mtDNA-haplogroep N valt, een van de twee basale haplogroepen die voorouderlijk zijn aan alle niet-Afrikaanse populaties. Het Salhit-individu bleek ca. 74-78% basale Oost-Aziatische Tianyuanmens-achtige voorouders en ca. 22-26% vroege West-Euraziatische Kostenki14-achtige voorouders te hebben. Het Salhit-individu vertoonde een complexe relatie met de oude Noord-Euraziaten.  